# العصبة (السدة)

تعديل مصدري - تعديل

العصبة محلة تابعة لقرية الهجرة، التابعة لعزلة وادي عصام بمديرية السدة إحدى مديريات محافظة إب في الجمهورية اليمنية.، بلغ تعداد سكانها 51 حسب تعداد اليمن لعام 2004.